# Bacitracin
Bacitracin ist ein Arzneistoff aus der Gruppe der Polypeptid-Antibiotika. Er hemmt die Zellwandsynthese einiger Bakterienarten und ist gegen grampositive Bakterien (Staphylokokken, Mikrokokken) und Neisserien wirksam. Gegen Haemophilus influenzae sowie andere gramnegative Bakterien und Pilze zeigt es keine Wirksamkeit.
Gewonnen wird das erstmals 1943 von der Bakteriologin Balbina Johnson isolierte Bacitracin (benannt nach der Patientin Margaret Treacy) aus Kulturen von Bacillus subtilis (einige Quellen nennen auch Bacillus licheniformis) und als Zinksalz in wässrigen Tinkturen, Salben, Pasten oder als Pulver verarbeitet.

## Eigenschaften
Bacitracin ist ein Gemisch mehrerer eng strukturverwandter Polypeptide, Hauptbestandteile sind Bacitracin A, B1, B2 und B3. Offizinelle Qualitäten enthalten mindestens 45 % Bacitracin A und in Summe mindestens 77 %  Bacitracin A, B1, B2 und B3. Weitere Bacitracine (C1a, C2, C3, E, F, H1, H2, H3, I1, I2, J1, J2, J3, X, Y, Z) können in geringen Mengen als Verunreinigungen vorkommen.
Bacitracin ist ein weißes bis fast weißes hygroskopisches Pulver, das in Wasser leicht löslich ist. Bacitracin-Zink ist in Wasser nur schwer löslich.

## Wirkmechanismus
Bacitracin greift in die bakterielle Murein-Biosynthese ein. Es wirkt hier als Komplexbildner mit Undecaprenyl-diphosphat und inhibiert so den Membrantransport der Murein-Bausteine durch den Lipidcarrier Bactoprenol.

## Anwendung
Da das Antibiotikum stark nephrotoxisch (nierenschädigend) ist, wird es nicht systemisch  angewendet. Eingesetzt wird es bei großflächigen oder stark verschmutzten Wunden, wie Biss-, Stich-, Schürf- und Risswunden, sowie oberflächlichen Hautinfektionen, Otitis externa (Entzündung des äußeren Ohrs) und infektionsgefährdeten Brandwunden. Hier wird es ein bis vier Mal täglich auf die betroffenen Hautstellen aufgebracht.
Weiterhin wird Bacitracin in der medizinischen Mikrobiologie eingesetzt, um Bakterien der Gattung Haemophilus zu isolieren. Hier wird insbesondere die Wirksamkeit gegen Streptokokken, Staphylokokken und Neisserien bei gleichzeitig fehlender Hemmung von Haemophilus ausgenutzt.

## Handelsnamen
Monopräparate
Bacivet S (D, Tiermedizin)
Kombinationspräparate
- mit Neomycin: Nebacetin (D, a. H.), Baneocin (A)

- mit Neomycin und Polymyxin B: Polyspectran (D)
- mit Dequaliniumchlorid und Diphenylpyralin: Eucillin B (A)